# Marcomans
|  | Aquest article tracta sobre el poble dels marcomans. Si cerqueu el retòric romà, vegeu «Marcomà (retòric)». |

Els marcomans o marcòmans (Marcomanni, Μαρκομάννοι, Μαρκομμάνοι, o Μαρκομανοί) foren un poble germànic emparentat amb els sueus, que habitaven la regió del Main, traslladant-se després a Bohèmia al segle i, després de la derrota del rei sueu Ariovist a mans de Juli Cèsar a la Guerra de les Gàl·lies, mentre en els seus antics territoris s'instal·laven els hermundurs expulsats pels sueus de la regió de l'Elba.
Marcomans vol dir "gent de la frontera" i més que a un poble concret s'hauria aplicat a una sèrie de pobles que vivien a la frontera amb els romans. Així els marcomans apareixen tant a la frontera occidental com a la meridional. Actualment s'especula que el seu nom podria derivar d'un oficial romà de nom Marcus Romanus, que va desertar de les legions de Drus el 13 aC i va dirigir grups de germànics com una força organitzada i eficaç, però el nom apareix ja abans d'aquesta data.
La primera menció dels Marcomanni és en forma de confederació dirigida per Ariovist, que va envair la Gàl·lia però fou derrotat i rebutjat per Juli Cèsar el 58 aC.
Del 12 aC al 9 aC tornen a ser esmentats durant les campanyes de Drus a Germània.
Uns anys més tard s'esmenta un regne marcomà a Bohèmia governat per Marabodus (Marabod). Tàcit, Paterculus i Estrabó diuen que els marcomans havien emigrat des de l'oest i havien expulsat als celtes bois i s'havien establert a Bohèmia (això hauria passat vers l'any 6) formant una confederació de tribus sota l'autoritat màxima de Marabodus. Marbod o Marobod planejava emancipar-se de la influència de Roma. Unit a Armini, rei dels queruscs, i a altres pobles (entre ells els lugions o vàndals) va combatre amb èxit; més tard es van separar de la seva aliança els longobards i semnons, i derrotat Marbod per forces romanes, va negociar la pau.
La confederació dels marcomans es va enfrontar a una altra confederació, la dels queruscs, i el 17 els marcomans foren derrotats pels queruscs i els seus aliats. Marabodus va demanar ajut a l'emperador Tiberi; encara que l'ajut fou refusat, Drus va obtenir un acord de pau entre ambdues confederacions.
Els romans no es refiaven de Marobod i van enviar al proscrit Catwalda o Catualda, que havia estat expulsat i tornava de territori got amb el comandament d'una força important. L'any 19 els gotons dirigits per Catualda es van enfrontar a Marabodus; Catualda va aconseguir el suport dels caps i va deposar Marobodrei dels marcomans després de la qual cosa el rei marcomà deposat es va refugiar en territori romà, i va demanar altre cop ajut a l'Imperi, però Tiberi només li va oferir una retirada segura a Itàlia, on va morir el 41 de fet en residència vigilada.
Poc després, els hermundurs van expulsar a Catwalda, i llavors els marcomans van rebre de Roma com a rei al cabdill dels quades, Vani (Vanius), que va governar els dos pobles durant trenta anys, fins que va ser enderrocat pel rei dels hermundurs Vibili (Vibilius), recolzat per Vangió i Sidó, nebots de Vani, vers l'any 50, si bé els quades van conservar la seva independència. Catualda va acabar també la seva vida a l'exili.
Amb el temps els marcomans van estendre el seu domini pel Danubi. Dioclecià va demanar el seu ajut contra el dacis, que li fou refusat; llavors va fer igualment la guerra però fou derrotat l'any 90 i va haver d'ajustar la pau amb els dacis. Trajà i Hadrià els van imposar la seva hegemonia. Els marcomans es van aliar amb dacis i quades.
Però en temps de Marc Aureli les hostilitats entre romans i marcomans es van reprendre. Els marcomans es van aliar als quades i altres (vàndals, sàrmates), principalment a causa del seu odi als romans i, d'altra banda, per la pressió de pobles des del nord i l'est. Marcomans i aliats van envair territori romà el 166, iniciant les anomenades Guerres Marcomanes, que van durar fins al 180, any en què l'emperador Còmmode va comprar la pau. Durant la guerra, els marcomans i aliats van entrar a Rècia i van arribar fins i tot a Aquileia. La guerra no fou contínua sinó que va tenir interrupcions amb treves temporals: després de tres anys de lluita centrada a la fortalesa de Carnunt, a Panònia, es va acordar una treva (169), però les hostilitats es van reprendre; el 174, Marc Aureli va sotmetre a quades i marcomans, i als iazigs (del grup sàrmata) el 175. Però el 178 els marcomanos es van rebel·lar de nou, i atacaren territori imperial, si bé van ser rebutjats.
Després de la pau de Còmmode, al segle següent els marcomans van tornar a l'atac, sobretot a Rècia i el Nòric, i en temps de Lluci Domici Aurelià, el 270, van penetrar a l'interior d'Itàlia, inclús arribant a Ancona, essent finalment derrotats. Després van desaparèixer i, units als quades, van formar el poble dels baivars (bavars) o bavaresos.
Se sap que Àtila comptava amb els marcomans entre les múltiples tribus i pobles que controlava; és la darrera vegada que són esmentats.

## Ciutats
- Marabodum